# Tribune Bay Provincial Park
Der Tribune Bay Provincial Park ist ein 95 Hektar großer Provincial Park in der kanadischen Provinz British Columbia. Der relativ kleine Park liegt auf Hornby Island, einige Kilometer Luftlinie vor der Ostküste von Vancouver Island und gehört zum Comox Valley Regional District.
Da der Park auf Hornby Island liegt, kann er nur mit der Fähre erreicht werden. Diese verkehrt jedoch nur vom Gravelly Bay Ferry Terminal auf Denman Island.

## Anlage
Der Park liegt in einer kleinen Bucht im Südwesten der Insel, an den Gewässern der nördlichen Straße von Georgia und hat eine Küstenlinie von etwa 500 bis 600 Metern. Die Küstenlinie wird dabei grob durch die größere Landzunge im Osten und Spray Point, eine weitere kleine Landzunge im Westen der Tribune Bay begrenzt. Der Park ist dabei eher flach mit leichten Bodenwellen und steigt nach Nordwesten auf etwa 20 Meter Höhe an. Etwa 30 % der Landfläche sind Grasland und Strand. Neben den 72 Hektar Landfläche gehören auch noch 23 Hektar Gezeitenzone und umgebende Gewässer zum Park.
Bei dem Park handelt es sich um ein Schutzgebiet der Kategorie II (Nationalpark).

## Geschichte
Der Park wurde im Jahr 1978 eingerichtet. Sein Name geht dabei auf den der Bucht zurück, an der der Park liegt, und dieser wiederum auf das britische Kriegsschiff HMS Tribune, welches in diesen Gewässern in der Zeit von 1859 bis 1860 sowie im Jahr 1864 stationiert war. Ebenso hat die Insel ihren Namen nach dem Kapitän der HMS Tribune, nach dem Kapitän Hornby.
Wie jedoch bei fast allen Provinzparks in British Columbia gilt auch für diesen, dass er lange bevor die Gegend von Einwanderern besiedelt oder sie Teil eines Parks wurde, sie Siedlungs- und Jagd-/Fischereigebiet verschiedener Stämme der First Nations, hier hauptsächlich vom Volk der Pentlatch, war.

## Flora und Fauna
Das Ökosystem von British Columbia wird mit dem Biogeoclimatic Ecological Classification (BEC) Zoning System in verschiedene biogeoklimatischen Zonen eingeteilt. Biogeoklimatische Zonen zeichnen sich durch ein grundsätzlich identisches oder sehr ähnliches Klima sowie gleiche oder sehr ähnliche biologische und geologische Voraussetzungen aus. Daraus resultiert in den jeweiligen Zonen dann auch ein sehr ähnlicher Bestand an Pflanzen und Tieren. Innerhalb dieser Systematik wird das Parkgebiet der Moist Maritime Subzone innerhalb der Coastal Douglas fir Zone zugeordnet.
Das ganzjährig milde und feuchte Klima, wobei die Monate Juli und August davon abweichend eher trocken und warm sind, führt zu idealen Wachstumsbedingungen. Eine forstwirtschaftliche Nutzung fand vor der Parkgründung nur für den örtlichen Bedarf statt. In dem entstandenen Sekundärwald findet sich eine relativ große Anzahl von Pflanzen. An Bäumen finden sich hauptsächlich die Douglasie, der Riesen-Lebensbaum und die Küsten-Tanne sowie die Oregon-Eiche und der Oregon-Ahorn. Diese Artenvielfalt setzt sich auch im Unterwuchs mit zahlreichen verschiedenen Pflanzen fort.
Auf Grund der räumlichen Nähe entspricht das Vorkommen und die Situation der Tier- und Pflanzenwelt der im Helliwell Provincial Park.

## Benachbarte Parks
Auf Hornby Island finden sich neben diesem Park noch weitere mehrere Provincial Parks. Auf der an die Tribune Bay zur Straße von Georgia angrenzenden Landzunge findet sich der Helliwell Provincial Park. An der Westküste der Insel liegt mit dem Mount Geoffrey Escarpment Provincial Park der dritte lokale Provincial Park. Auch mehrere kommunale Parks finden sich auf der Insel.

## Aktivitäten
Der Park verfügt über keine ausgeprägte touristische Infrastruktur und zieht trotzdem rund 80.000 Besucher im Jahr an. Touristisch ist er ein typischer Park für Tagesbesucher. Der touristische Schwerpunkt ist sein Sandstrand mit dem Picknickbereich und dem dazugehörenden Unterstand sowie einem Tennisplatz. Der Park verfügt nur über eine sehr einfache Sanitäranlage. Im Park wurden verschiedene kurze Wanderwege angelegt. Ein etwa drei Kilometer langer Wanderweg verbindet den Park mit dem Helliwell Provincial Park.
Die zum Park gehörenden Gewässer sowie die Gewässer des Helliwell Provincial Park  sind ein beliebtes und hervorragendes Kaltwassertauchgebiet. Der französische Meeresforscher Jacques Cousteau hat das gesamte Tauchgebiet an der Ostküste Vancouver Island und um die Gulf Islands als das beste Kaltwassertauchgebiet der Welt bezeichnet.